# Josep Coloma i Pellicer
Josep Coloma i Pellicer (Alacant, 1874 - 8 de novembre de 1936) va ser un escriptor i periodista valencià, fundador i principal redactor del setmanari El Tio Cuc i membre de l'Agrupació Regionalista Alacantina.
Va nàixer el 1874 al si d'una família humil d'Alacant. Va començar a treballar als 12 anys com a enquadernador. Als 26 anys es va casar amb Dolores Antón, en un dels primers matrimonis civils celebrats a Alacant.
L'any 1914 va fundar el setmanari satíric en valencià El Tio Cuc, que es va editar fins poc abans de la Guerra Civil en 1936. La revista, d'ideologia valencianista republicana, utilitzava la sàtira per protestar davant els problemes socials i polítics, com ara la fam, la falta d'escoles i la corrupció política. Josep Coloma, com a editor, va rebre diverses querelles i atacs per les seues denúncies en el setmanari.
A banda de El Tio Cuc, va estar vinculat a moltes capçaleres satíriques del sud del País Valencià com El Cacauero, La Granera, El Cullerot, Milord Quico i El Nano de Xixona. Pel que fa a la premsa no-satírica, va ser fundador del diari El Popular i també treballà a la redacció de l'Heraldo de Alicante.